# آرثر سارنوف
آرثر سارنوف (بالإنجليزية: Arthur Sarnoff)‏ هو رسام توضيحي ورسام وفنان أمريكي، ولد في 1912 في بروكلين في الولايات المتحدة، وتوفي في 2000 في بوكا راتون في الولايات المتحدة.